# دونگه کوردینتسه
دونگه کوردینتسه (به صربی: Donje Kordince) یک منطقهٔ مسکونی در صربستان است که در پروکوپلیه واقع شده‌است. دونگه کوردینتسه ۲۲۶ نفر جمعیت دارد.